# Imnul secuiesc
Imnul secuiesc (în maghiară Székely himnusz) este un poem scris în anul 1921 de György Csanády, pus apoi pe o melodie creată de Kálmán Mihalik. Mult timp interzis, dar foarte cunoscut în Transilvania, el este cântat cu regularitate la petreceri și evenimente în secuime.
Refrenul poemului este „Doamne, nu lăsa să piară Ardealul” (Ne hagyd elveszni Erdélyt, Istenünk).

## Istoric
Originari din Transilvania, Csanády și Mihalik s-au refugiat la Seghedin după Tratatul de la Trianon. Aici au devenit membrii organizației culturale de studenți secui SZEFHE, și în 1921, au scris o compoziție muzicală întitulată Bujdosó ének (Cântec de pribegie) pentru o dramă-misteriu care a fost prezentată la întrunirea organizației. Intenția lor nu a fost de a crea un imn, însă în deceniile următoare cântecul a devenit o expresie a sentimentului de apartenență al secuilor. Deși a fost interzis cu desăvârșire în România, unde și ascultarea lui constituia infracțiune, și în Ungaria (după 1946), oamenii îl cântau în taină, răspândirea lui nu a putut fi oprită. Popularitatea cântecului este dovedită și de faptul că s-a folclorizat în a doua jumătate a secolului XX, textul și melodia s-au schimbat, strofe adiționale au fost adăugate de autori anonimi. După 1989, interdicțiile au fost ridicate. În anul 2009 Consiliul Național Secuiesc a declarat cântecul drept imn al Ținutului Secuiesc.

## Versuri

### Versurile originale
Versiunea originală din 1921, scrisă de Csanády:
| Versuri | Traducere |
| --- | --- |
| Ki tudja merre, merre visz a végzet Göröngyös úton, sötét éjjelen. Segítsd még egyszer győzelemre néped, Csaba király a csillagösvényen.      | Cine știe încotro, încotro ne duce destinul Pe drumuri aspre, în întunericul nopții Mai ajută-ți încă o dată poporul spre victorie Regele Csaba, pe cărări de stele! |
| Maroknyi székely porlik, mint a szikla Népek harcától zajló tengeren. Fejünk az ár ezerszer elborítja, Ne hagyd el Erdélyt, Erdélyt, Istenem! | Un pumn de secui se macină precum stânca, Pe o mare a luptelor dintre popoare Valurile ei s-au revărsat peste noi de mii de ori Nu părăsi Ardealul, Dumnezeul meu!   |

### Versiunea adoptată
Versiunea folosită astăzi, și adoptată în 2009 ca imn al Ținutului Secuiesc:
| Versuri | Traducere |
| --- | --- |
| Ki tudja merre, merre visz a végzet, Göröngyös úton, sötét éjjelen. Vezesd még egyszer győzelemre néped, Csaba királyfi csillagösvényen!           | Cine știe încotro, încotro ne duce destinul Pe drumuri aspre, în întunericul nopții Mai condu-ți înca odată poporul spre victorie Prințule Csaba, pe cărări de stele!            |
| Maroknyi székely porlik, mint a szikla, Népek harcának zajló tengerén. Fejünk az ár, jaj, százszor elborítja, Ne hagyd elveszni Erdélyt, Istenünk! | Un pumn de secui se macină precum stânca, În marea luptelor dintre popoare Valurile ei s-au revărsat peste noi, vai, de sute de ori Nu lăsa să piară Ardealul, Dumnezeul nostru! |

Această versiune modificată s-a răspândit după 1970. Ultimul rând (Nu lăsa să piară Ardealul) nu se regăsește în textul lui Csanády; poetul nu a folosit termenul pesimist „a pieri”, deoarece el a sprijinit supraviețuirea.

### Strofe apocrife
De-a lungul anilor, autori anonimi au adăugat strofe suplimentare la imn; și ele sunt cunoscute în mai multe variante. Potrivit lui Dénes Gábor, aceste strofe „apocrife” sunt complet străine de spiritul imnului și de talentul lui Csanády. După fiecare strofă, ultimele patru rânduri ale versiunii originale sunt cântate ca refren.

## Vechiul imn secuiesc
Cântecul bisericesc provenind din secolul XIV, care se începe cu versul Ó, én édes jó Istenem, de obicei cântat la Pelerinajul de la Șumuleu, este deseori numit Imnul vechi secuiesc.